# Derrick Görner

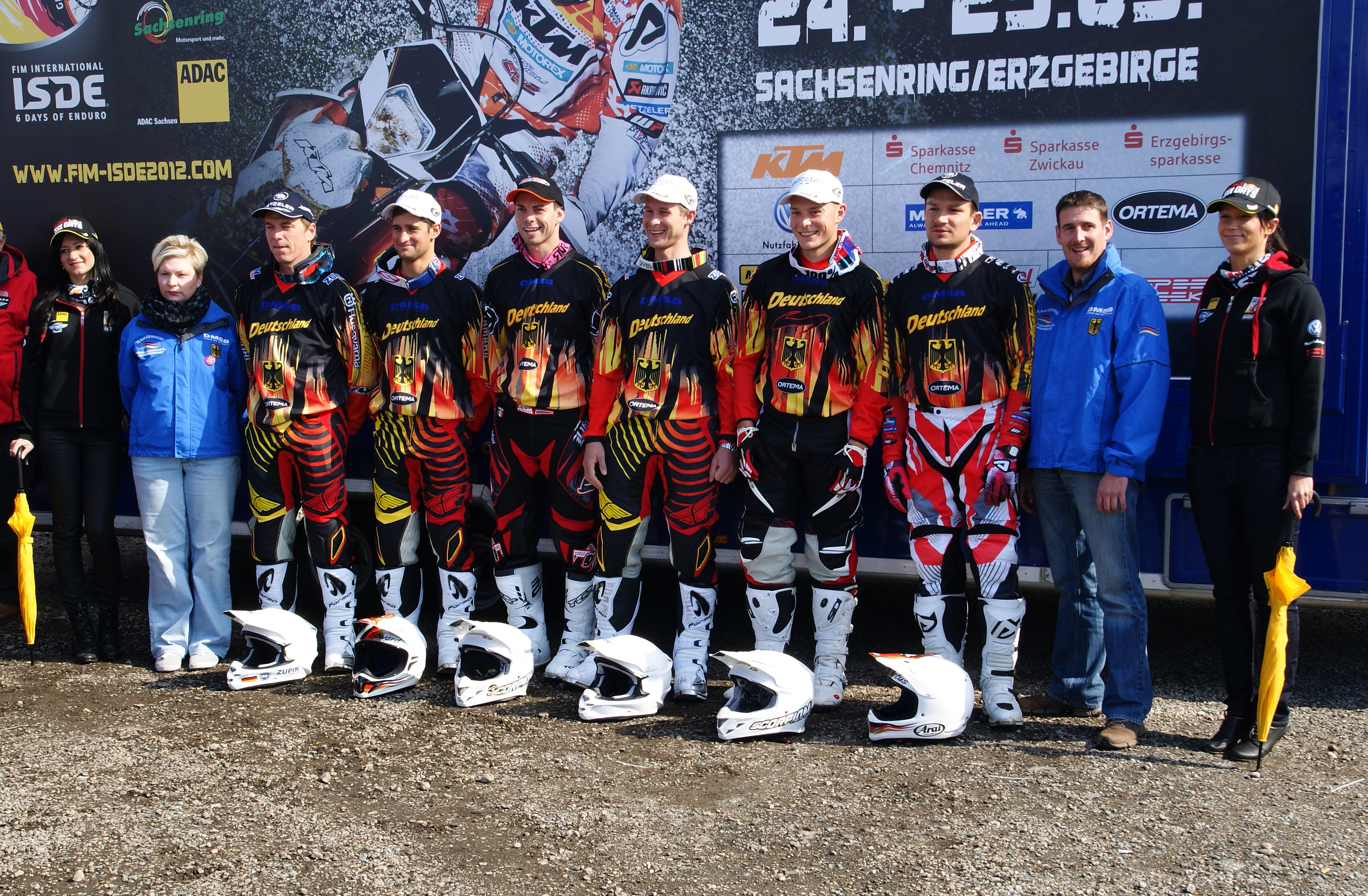
Derrick Görner (5. von links) bei einem Fototermin …

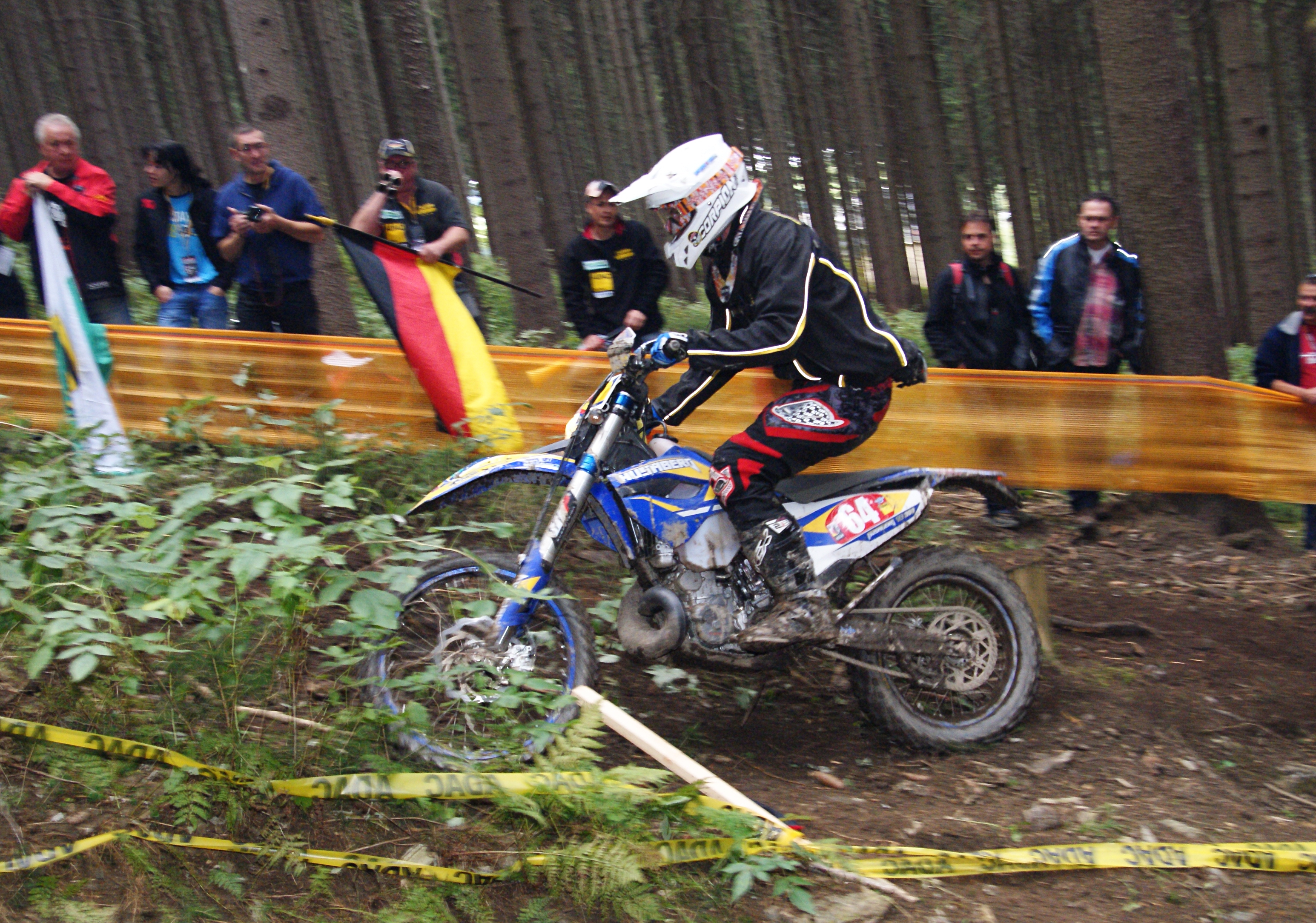
… sowie in Aktion bei der 87. Internationalen Sechstagefahrt 2012 in Sachsen

Derrick Görner (* 3. September 1985 in Zschopau) ist ein ehemaliger deutscher Endurosportler.

## Sportlicher Werdegang
Derrick Görner begann mit dem Motorsport im Jahr 2000. 2001 startete er in der Klasse bis 85 cm³ der Motocross-Sachsensenmeisterschaft und belegte in seinem Premierenjahr den fünften Platz in der Gesamtwertung. 2004 errang er in der Klasse bis 125 cm³ den Titel in der sächsischen Meisterschaft. Ab 2006 wechselte er allmählich zum Endurosport und bereits in seiner ersten Saison errang er den Titel im deutschen Enduro-Pokal (Klasse bis 125 cm³ Zweitakt). Ab 2007 startete er in der Deutschen Enduro-Meisterschaft und bestritt seine Rennen mit einer A-Lizenz. In der Saison 2007 startete er in der Klasse E1 (bis 125 cm³ Zweitakt/250 cm³ Viertakt), zwischen 2008 und 2013 in der Klasse E3 (bis 250 cm³ Zweitakt/500 cm³ Viertakt). Erreichte er in der Klasse E3 bis 2011 durchweg Podestplatzierungen in der Gesamtwertung, konnte er in der Saison 2012 erstmals den Meistertitel erringen. In der Mannschaftswertung der Enduro-DM gewann er zwischen 2008 und 2012 ununterbrochen den Meistertitel. Zur Saison 2014 wechselte er in Klasse E1, 2019 ging er noch mal in der Klasse E3 an den Start.
Mit der Nationalmannschaft nahm er 2007 erstmals an den prestigeträchtigen Six Days teil. Bei der 82. und 83. Internationalen Sechstagefahrt war er jeweils im Aufgebot im Wettbewerb um die Junior World Trophy, das Team erreichte in der Gesamtwertung den 13. bzw. 6. Platz. Im Jahr 2009 war er erstmals Fahrer in der deutschen World-Trophy-Mannschaft, das Team erreichte den neunten Platz. 2010 und 2011 erreichte er mit der Mannschaft den zehnten bzw. achten Platz. Bei der 87. Internationalen Sechstagefahrt im heimischen Sachsen platzierte sich die Mannschaft auf dem neunten Rang. Bei seiner letzten Teilnahme im Jahr 2014 erzielte er mit dem vierten Platz der Mannschaft gleichzeitig sein bestes Ergebnis bei dieser Veranstaltung.
Abseits vom Enduro startete er in der German und European Cross Country-Meisterschaft (GCC bzw. ECC) und erreichte in der GCC 2010 den Meistertitel in der Klasse XCExpert.
Nach der Motorsportsaison 2019 beendete er seine Karriere. Er bestritt seine Enduro-Wettkämpfe zu Beginn auf einer Husaberg, nach der Verschmelzung von Husaberg mit Husqvarna trat er auf dieser Marke an.